# 동암초등학교 (경기)
동암초등학교는 대한민국 경기도 의정부시에 있는 공립 초등학교이다.

## 학교 연혁
- 2005. 09. 01 동암초등학교 개교(14학급, 학생 540명, 교원 17명)
- 2005. 09. 01 초대 박돈영 교장 취임
- 2005. 11. 01 동암초등학교 개교기념식
- 2006. 03. 01 경기도교육청지정 모델학교중심장학 운영(1년)
- 2007. 02. 15 제1회 졸업식(103명)
- 2007. 03. 01 경기도교육청지정 교원능력개발평가 선도학교 운영(1년)
- 2007. 03. 01 특수학급 편성(1학급)
- 2007. 11 .12 특수학급 방과후 모델학교 지정 운영
- 2008. 02. 15 제2회 졸업식(119명, 누계 222명)
- 2008. 03. 01 27학급 편성(학생수 907명, 유1학급, 특1학급)
- 2008. 03. 01 경기도교육청지정 방과후학교 시범학교 운영(1년)
- 2008. 09. 01 경기도교육청지정 꿈나무 안심학교 개교(3학급)
- 2008. 11. 01 경기도교육청지정 우리가정 e―클린 환경조성 시범학교 운영(4개월)
- 2009. 02. 12 제3회 졸업식(119명, 누계 341명)
- 2009. 03. 01 28학급 편성(학생수 939명, 유1학급, 특1학급)
- 2009. 03. 01 제2대 강태원 교장 취임
- 2009. 03. 01 경기도교육청지정 교원능력개발평가 선도학교 운영(1년)
- 2010. 02. 12 제4회 졸업식(109명, 누계 450명)
- 2010. 03. 01 30학급 편성(학생수 1,025명, 유1학급, 특1학급)
- 2010. 03. 01 경기도교육청 지정 교과교육개선 중심학교 운영(1년)
- 2011. 02. 16 제5회 졸업식(135명, 누계 585명)
- 2011. 03. 01 32학급 편성(학생수 1,080명, 유1학급, 특1학급)
- 2012. 02. 15 제6회 졸업식(153명, 누계  738명)
- 2012. 03. 01 32학급 편성(학생수 1,060, 유1학급, 특2학급)
- 2012. 09. 01 제3대 모승원 교장 취임
- 2013. 02. 13 제7회 졸업식(152명, 누계 890명)
- 2013. 03. 01 32학급 편성(학생수 1,040명 , 유1학급, 특2학급)
- 2014 .02. 14 제8회 졸업식(166명, 누계 1,056명)
- 2014. 03. 01 34학급 편성(학생수 1,051명 , 유1학급, 특1학급)
- 2015 .02. 13 제9회 졸업식(170명, 누계 1,226명)
- 2015. 03. 01 36학급 편성(학생수 1,046명 , 유1학급, 특1학급)

## 참고 자료
- 동암초등학교 - 한국교육학술정보원 학교알리미